# Fontaine de Senez
La fontaine de Senez est une fontaine située à Senez, en France.

## Localisation
La fontaine est située sur la commune de Senez, dans le département français des Alpes-de-Haute-Provence.

## Historique
L'édifice est inscrit au titre des monuments historiques en 1930.